# Aotus nancymaae
Aotus nancymaae — вид приматів родини нічних мавп (Aotidae).

## Поширення
Вид поширений у тропічних дощових лісах на півночі Перу та на заході Бразилії. Вид названо на честь Ненсі Шуй-Фонг Ма.